# Boaz Zissu

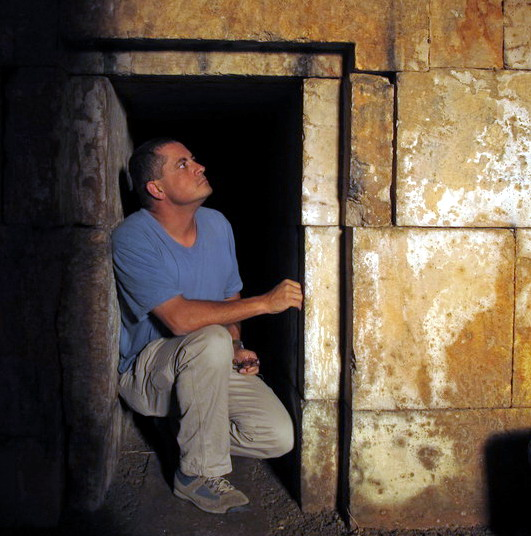
Boaz Zissu (2009)

Boaz Zissu (hebräisch בועז זיסו; geb. 1966) ist ein israelischer Klassischer Archäologe.

## Leben
Boaz Zissu studierte von 1988 bis 1997 Archäologie an der Hebräischen Universität Jerusalem. Er promovierte 2002 bei Dan Barag mit einer Arbeit über ländliche Siedlung in den Judäischen Bergen. Anschließend studierte er Alte Geschichte und Mediterrane Archäologie an der University of California, Berkeley sowie an der University of Calgary. Seit 2011 hat er eine Professur für Klassische Archäologie am Martin (Szusz) Department of Land of Israel Studies and Archaeology der Bar-Ilan Universität. 
Als Grabungsleiter war Zissu in Jerusalem, Ketef Jericho und im Judäischen Bergland und Umgebung (Horvat Etri, 1999–2002) tätig. 
Seine Forschungsschwerpunkte sind der Bar-Kochba-Aufstand, die Archäologie Israels in hellenistischer, römischer und byzantinischer Zeit und die archäologische Untersuchung natürlicher und künstlich angelegter Höhlen.

## Veröffentlichungen (Auswahl)
- mit Amos Kloner: The Necropolis of Jerusalem in the Second Temple Period (= Interdisciplinary studies in ancient culture and religion. Band 8). Peeters, Leuven 2007, ISBN 978-90-429-1792-7.